# Bertin Samuel Zé Ndille
Bertin Samuel Zé Ndille, född 17 december 1988, är en kamerunsk fotbollsspelare, vars position är försvarare. Han spelade fram till och med 2010 i Örebro SK. Efter säsongen 2010 valde Bertin att inte förlänga kontraktet med Örebro SK då han tyckte att han fått för lite speltid sista 2 säsongerna. 
Zé Ndille är omkring 194 centimeter lång och har tröjnummer 3. Hans moderklubb är Ceploa Academy och han har tidigare spelat i Canon de Younde. Han har spelat 7 A-landskamper för Kamerun. 
Han kom till Sverige från Kamerun i januari 2008, tillsammans med sin medspelare Eric Bassombeng som också spelade i Örebro SK Fotboll fram till och med 2010. Även Bassombeng lämnade Örebro och spelar numera i GAIS.